# Chactas laevipes
Chactas laevipes es una especie de escorpión del género Chactas, descrita por Karsch en 1879.

## Descripción
Se le puede encontrar en Venezuela, en la ciudad de Caracas, Distrito Federal; poblaciones de la Colonia Tovar, estado Aragua, y el Junquito, Parque Nacional El Ávila, alrededores del embalse artificial “La Mariposa”, los Teques, San Antonio y San Pedro (estado Miranda). Colonia Tovar. dique de Agua Fría, La Culebra, Charallave.
Tiene normalmente una longitud de unos 53,63 mm en el macho y 59,39 mm en las hembras. La longitud del segmento caudal V es de 7,4 mm en el macho y de 6,98 mm en la hembra. Su color normalmente es negro, pero cuando se lo colecta y preserva suele volverse pardo rojizo intenso.
Sus dientes pectíneos miden en las hembras aproximadamente 6-9, y en el macho 6-8. Tegumento sin puntuaciones. Quela de las hembras: mano ovoide, carena ventroexterna acentuada, las restantes vestigiales, el tegumento reticulado, sobre el área dorsointerna hay gránulos pequeños espaciados; el macho posee mano larga con algunas carenas vestigiales, el borde dorsal y el lado interno tiene dentículos muy pequeños y abundantes. Lado ventral de los telotarsos recorrido por una fila de tubérculos espaciados los cuales tienen las siguientes fórmulas:
- Hembras: 5/5 5/6 6/7 9/7
- Macho: 6/6 5/6 7/8 6/8.[5]

González-Sponga (1982b) redescribe la especie con base en 119 ejemplares provenientes de varias localidades del Distrito Capital, Miranda, Aragua y Vargas. Adicionalmente descarta la posibilidad de que los ejemplares provenientes de
Colombia y asignados a esta especie realmente correspondan a ella, basándose en las distancias geográficas. Aclara la confusión sobre lo especímenes coleccionados por Simon en 1888, y asegura que la localidad tipo establecida por Karsch (1879) sólo hace referencia a la ciudad desde la cual salió el material de Venezuela.
El registro de C. laevipes para la Sierra de Perijá en el Zulia (Scorza, 1954d; Esquivel de Verde & Machado-Allison, 1969) representa un error de identificación; tales ejemplares probablemente correspondan a C. yupai.